# Andreaea camerunensis
Andreaea camerunensis là một loài rêu trong họ Andreaeaceae. Loài này được P.W. Richards mô tả khoa học đầu tiên năm 1952.